# 张孝成
张孝成（1964年4月—），男，江苏阜宁人，中华人民共和国政治人物，中国共产党党员。

## 生平
1983年，毕业于滁州师范专科学校（现滁州学院）。1989年至1998年，历任共青团安徽省蚌埠市委学少部部长，共青团蚌埠市委副书记，共青团蚌埠市委书记。1998年6月，任中共蚌埠市五河县委副书记。1999年11月，任中共蚌埠市怀远县委副书记。2002年12月，任怀远县人民政府县长。2004年2月，任中共怀远县委书记。2006年6月，任中共蚌埠市委常委。2008年1月，任蚌埠市人民政府副市长。同年3月，任蚌埠市人民政府常务副市长。2014年12月，任中共宿州市委副书记。2017年5月，任中共淮南市委副书记。同年7月，任淮南市人民政府市长。2018年2月24日，当选为第十三届全国人大代表。2022年5月，任安徽省政协人口资源环境委员会副主任。